# Pomperovec
 Pomperovec  falu Horvátországban Krapina-Zagorje megyében. Közigazgatásilag Budinščinához tartozik.

## Fekvése
Krapinától 24 km-re délkeletre, községközpontjától 3 km-re délnyugatra a Horvát Zagorje területén fekszik.

## Története
A településnek 1857-ben 48, 1910-ben 79 lakosa volt. Trianonig Varasd vármegye Zlatari járásához tartozott.
2001-ben 56 lakosa volt.

## Nevezetességei
Keresztelő Szent János tiszteletére szentelt kápolnáját 1994-1995-ben építették.

## Külső hivatkozások
- Budinščina község hivatalos oldala
- A zajezdai Nagyboldogasszony plébánia honlapja[halott link]